# 広島市立吉島中学校
広島市立吉島中学校（ひろしましりつよしじまちゅうがっこう）は、広島県広島市中区吉島東に位置する公立中学校。
隣接して広島市立吉島東小学校と吉島病院がある。通称は「吉中」（よしちゅう

## 沿革
- 1953年4月 江波中学校より分離し、広島市立大手町中学校として広島市大手町（現在の広島市中区大手町。広島市立大手町商業高校の敷地）に創立。

- 1982年4月 現在地の中区吉島東に移転し、校名を広島市立吉島中学校に改称。

## 学区
1982年4月より、広島市中区の中島小学校区、吉島小学校区、吉島東小学区を学区に持っている。

## クラブ活動
- 軟式野球部
- 陸上部
- バレーボール部（男子・女子）
- バスケットボール部（男子・女子）
- ソフトテニス部（男子・女子）
- 水泳部
- バドミントン部
- 卓球部
- 吹奏楽部
- 放送部
- 美術部
- 図書・放送部

## 交通アクセス
- 広島バス24号吉島線 広島南特別支援学校前バス停、吉島病院入口バス停徒歩5分、吉島病院バス停徒歩3分。

## 出身有名人
- 相沢紗世 - モデル
- 田中秀道 - プロゴルファー

### 広島市立大手町中学校
- 武内陶子 - フリーアナウンサー、元NHKアナウンサー。一時期在籍した後、愛媛県大洲市立平野中学校に転校した。
- 原田真二 - シンガーソングライター